# Granota de canyissar marbrada
La granota de canyissar marbrada (Hyperolius marmoratus) és una espècie de granota de la família dels hiperòlids que viu a Malawi, Moçambic, Sud-àfrica, Eswatini, Zimbàbue i, possiblement també, a Botswana, Lesotho i Tanzània.
Està amenaçada d'extinció per la pèrdua del seu hàbitat natural.